# Bianca Tarozzi
Bianca Tarozzi (Bologna, 1941) è una poetessa e scrittrice italiana.

## Biografia
Figlia di Leonildo Tarozzi. Studia a Bologna e poi a Venezia, dove si laurea in letteratura anglo-americana con una tesi sul poeta Robert Lowell.
Ha insegnato Letterature Angloamericane all'Università di Verona.

## Poetica
Definita da Alfonso Berardinelli come una delle più originali voci poetiche contemporanee, Bianca Tarozzi esordisce con una raccolta di racconti in versi, Nessuno vince il Leone (1988). In essa si sente l'influenza della tradizione poetica americana, soprattutto di Robert Lowell, Elizabeth Bishop, James Merrill. In ambito italiano gli autori a lei più congeniali sembrano essere Giovanni Pascoli, Umberto Saba, Guido Gozzano, la tradizione più lontana dalla linea della lirica pura novecentesca. La raccolta è costituita da una galleria di ritratti femminili che seguono un filo cronologico, a partire dal primo, nel quale è messo in scena un monologo di Arianna, lasciata da Teseo: dal passato mitico si risale fino ai giorni nostri, attraverso una sezione seicentesca e una ottocentesca che contiene un omaggio a Emily Dickinson.
La raccolta successiva, La buranella, prosegue l'originale lavoro di recupero di forme della narratività in poesia, con l'adozione stavolta di una dizione in prima persona e di temi biografici. Caratteristiche di Bianca Tarozzi sono l'utilizzo di un lessico colloquiale e di una discorsività mossa, vicina ai modi della lingua viva, così come la creazione di personaggi, soprattutto femminili, rappresentati a tutto tondo. Una grande varietà di modulazioni, dall'ironia al pathos, dal distacco alla contemplazione, movimentano la struttura lunga di cui si serve.
Nella sua terza raccolta, Prima e dopo, si conferma la tendenza della Tarozzi a costruire i suoi volumi come veri e propri macrotesti poetici, libri dotati di una struttura organizzativa molto forte, nel quale ogni testo ha un posto ben preciso e significativo.

## Metrica
Una dei motivi di originalità della poesia della Tarozzi è la metrica: costruisce un endecasillabo flessibile, che si adatta alle esigenze di una sintassi piana e colloquiale (ricorda in questo il verso di Saba), capace di organizzare la materia narrativa senza appesantirla. Normale nelle sue raccolte è l'uso di endecasillabi sciolti o di un'alternanza di endecasillabi e settenari; talvolta l'endecasillabo è spezzato in due versi sulla cesura (quinario e senario o quinario e settenario).
Frequente è anche l'uso della rima, in particolare della rima baciata, e non inusuale l'uso della rima facile (ancora secondo l'esempio di Saba).

## Opere

### Poesia
- Nessuno vince il Leone (Arsenale, Verona, 1988)
- La buranella (Marsilio, Venezia, 1996)
- Anch'io vissi in Arcadia. Storie molto brevi (Supernova, Venezia, 1996)
- Smemorata (Flussi, Lecco, 1998)
- Prima e dopo (Milano, Libreria delle Donne, Quaderni di Via Dogana, 2000)
- La casa di carta, con foto di Nijole Kudirka (Venezia, Fondazione Querini Stampalia, 2006)
- Il teatro vivente (Scheiwiller, 2007)

### Letteratura per l'infanzia
- Storia di Matilde (Mondadori 2001)
- Il principe e la rosa (Mondadori 2002)
- Il mondo di Ivo (Mondadori 2004)